# دانشگاه ووهان

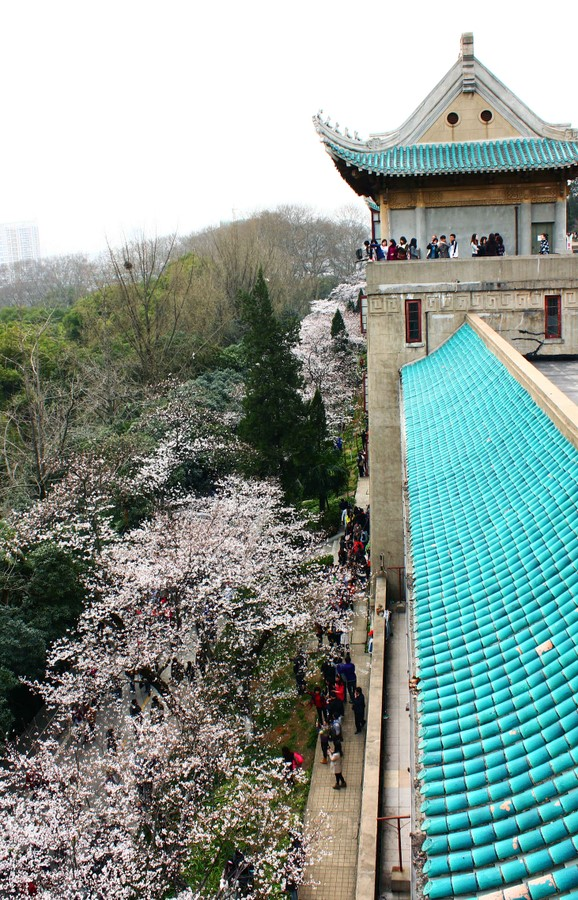
شکوفه‌های ساکورا در دانشگاه وهان

دانشگاه ووهان (به چینی: 武汉大学) در استان هوبئی در چین قرار دارد. این دانشگاه یکی از قدیمی‌ترین و معتبرترین دانشگاه‌های چین است و در فهرست ۱۰ دانشگاه برتر چین قرار دارد. تاریخ تأسیس این دانشگاه به سال ۱۸۹۳ میلادی برمی‌گردد. در سال ۲۰۱۱ تعداد دانشجویان این دانشگاه ۵۳۰۰۰ نفر بوده‌است.

## کاشت ساکوراهایی اهدایی ژاپن
در سال ۱۹۷۳ میلادی از طرف شصت و چهار و شصت پنجمین نخست وزیر ژاپن، (دوران نخست وزیری ۱۹۷۴–۱۹۷۲) تاناکا کاکوئی (به ژاپنی: 田中角栄) تعدادی ساکورا به چین اهدا شد. قسمتی از این ساکوراهای اهدایی در دانشگاه وهان کاشته شدند.

## نگارخانه

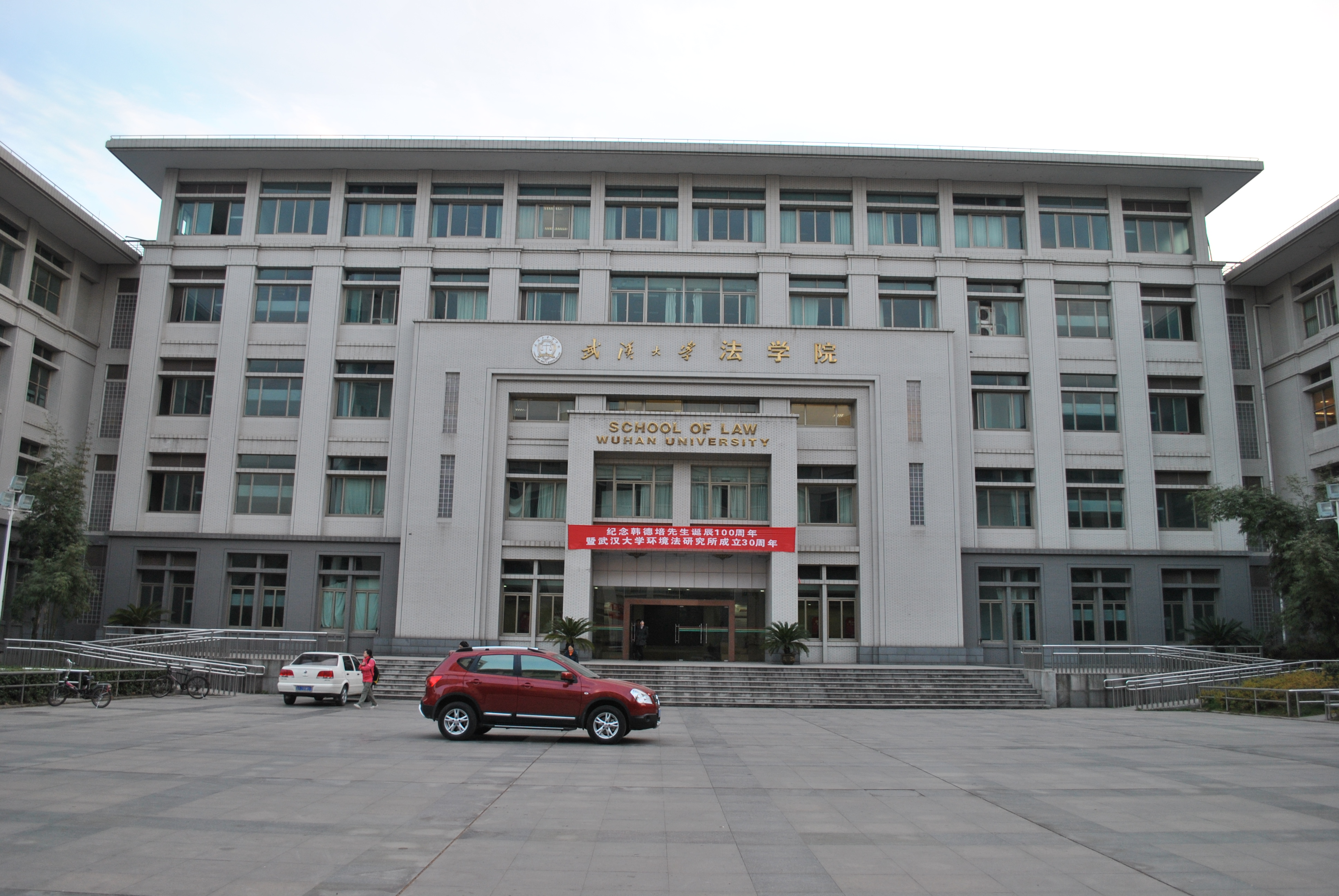
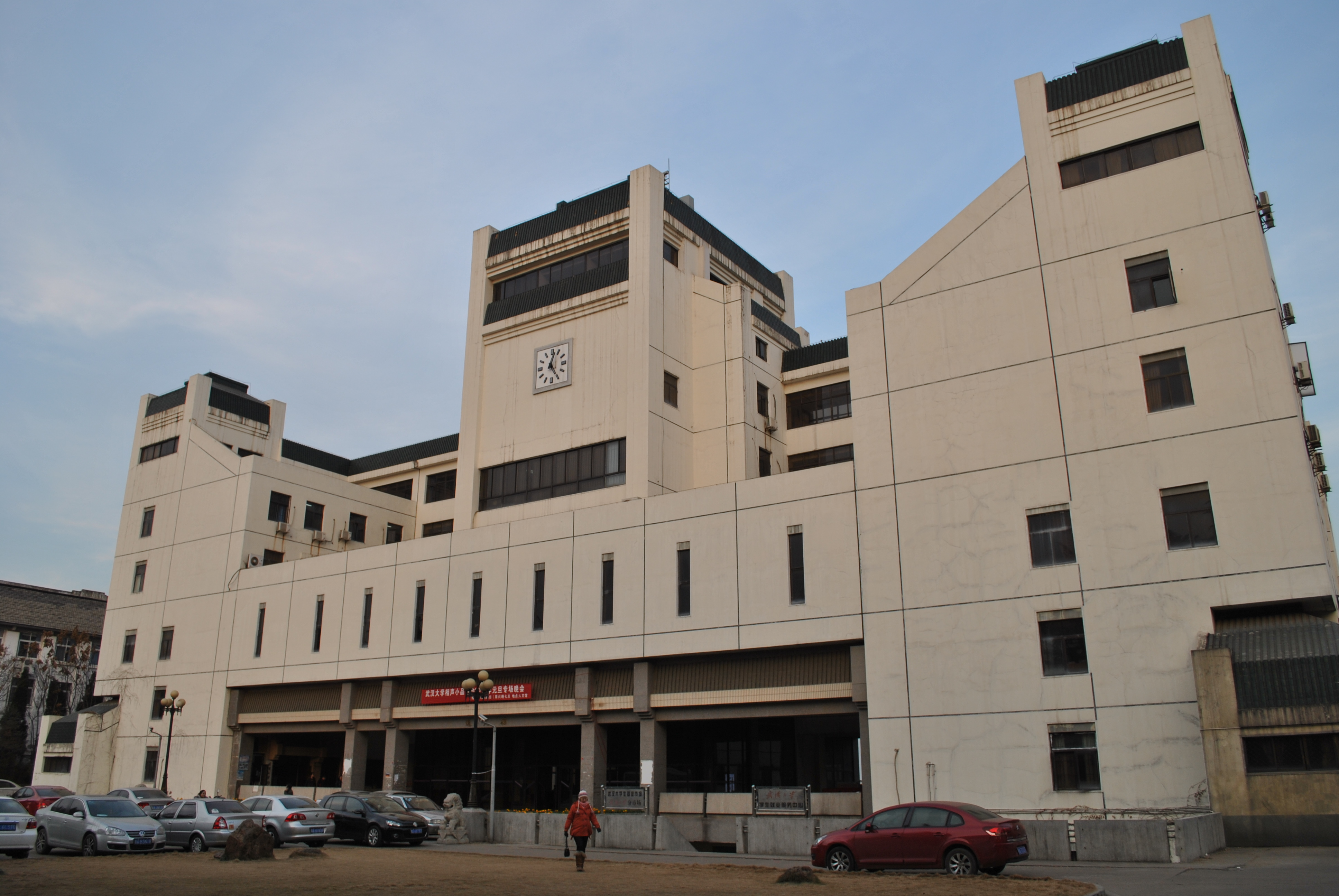
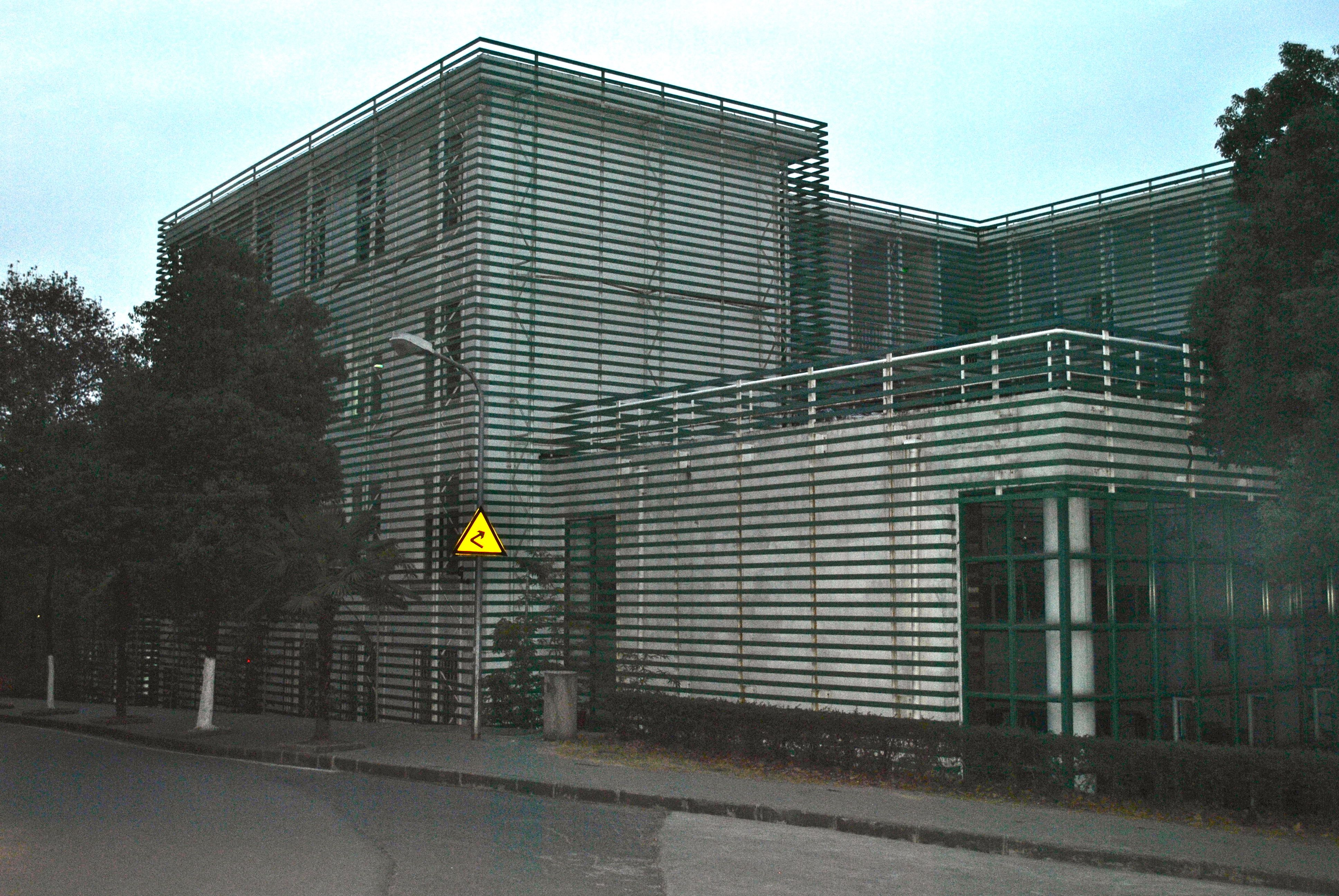
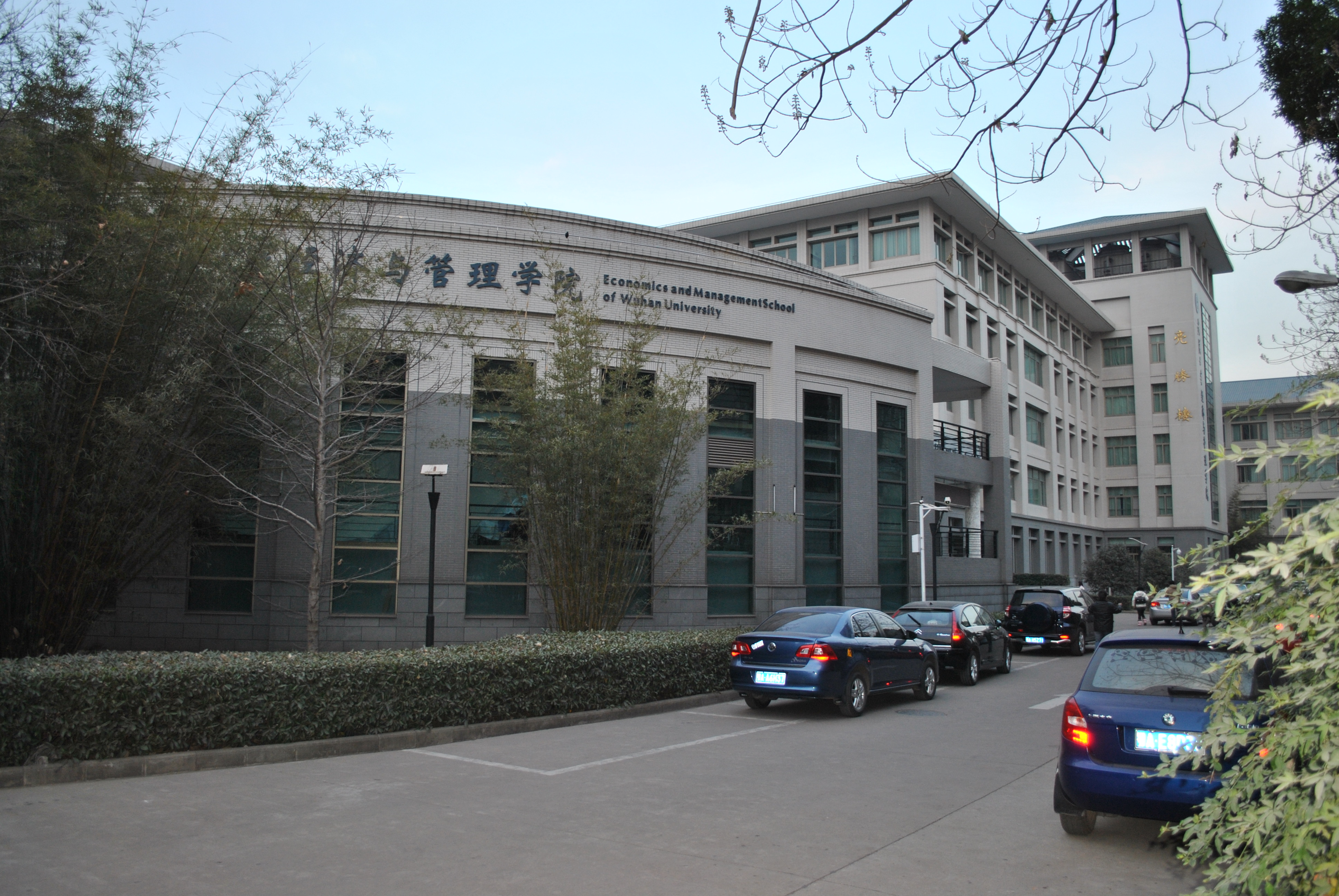
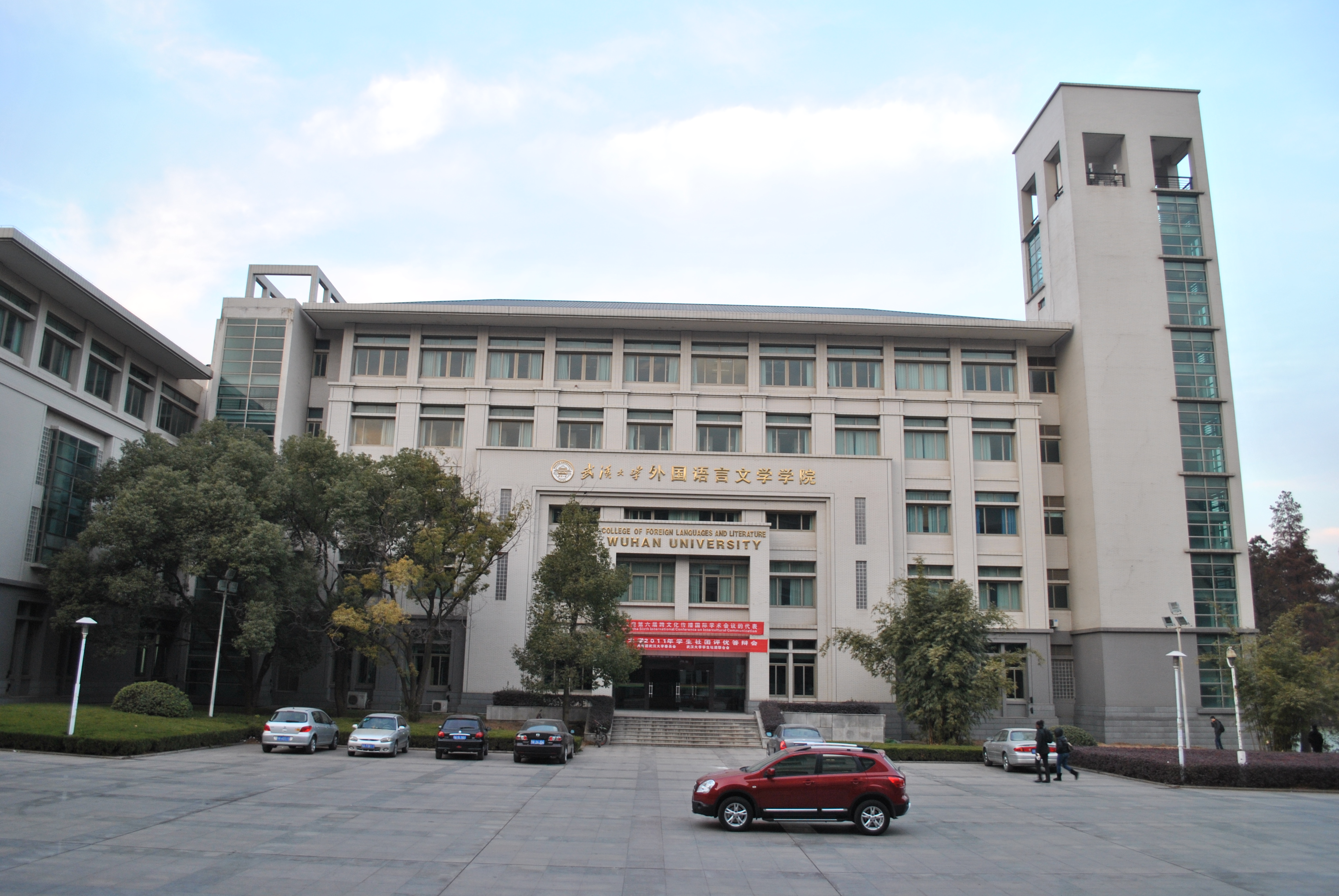
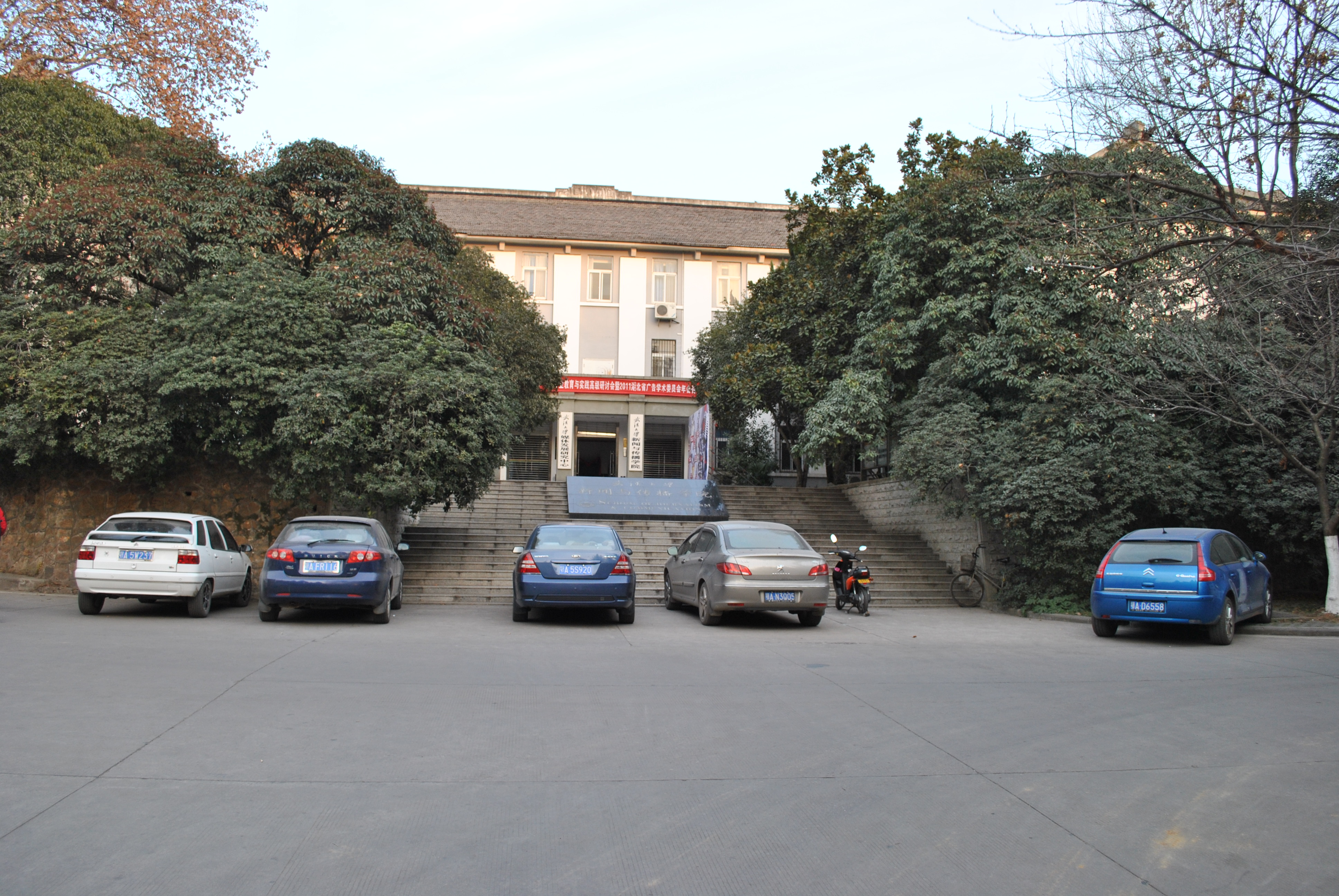